# Marcel Nuninger
Cet article possède un paronyme, voir Nunningen.
Marcel Nuninger, né le 24 avril 1905 à Riedisheim et mort le 22 juin 1978 à Mulhouse, est un homme politique français.

## Détail des fonctions et des mandats
Mandat parlementaire
- 22 septembre 1968 - 2 octobre 1977 : Sénateur du Haut-Rhin.